# Vajrakilaya

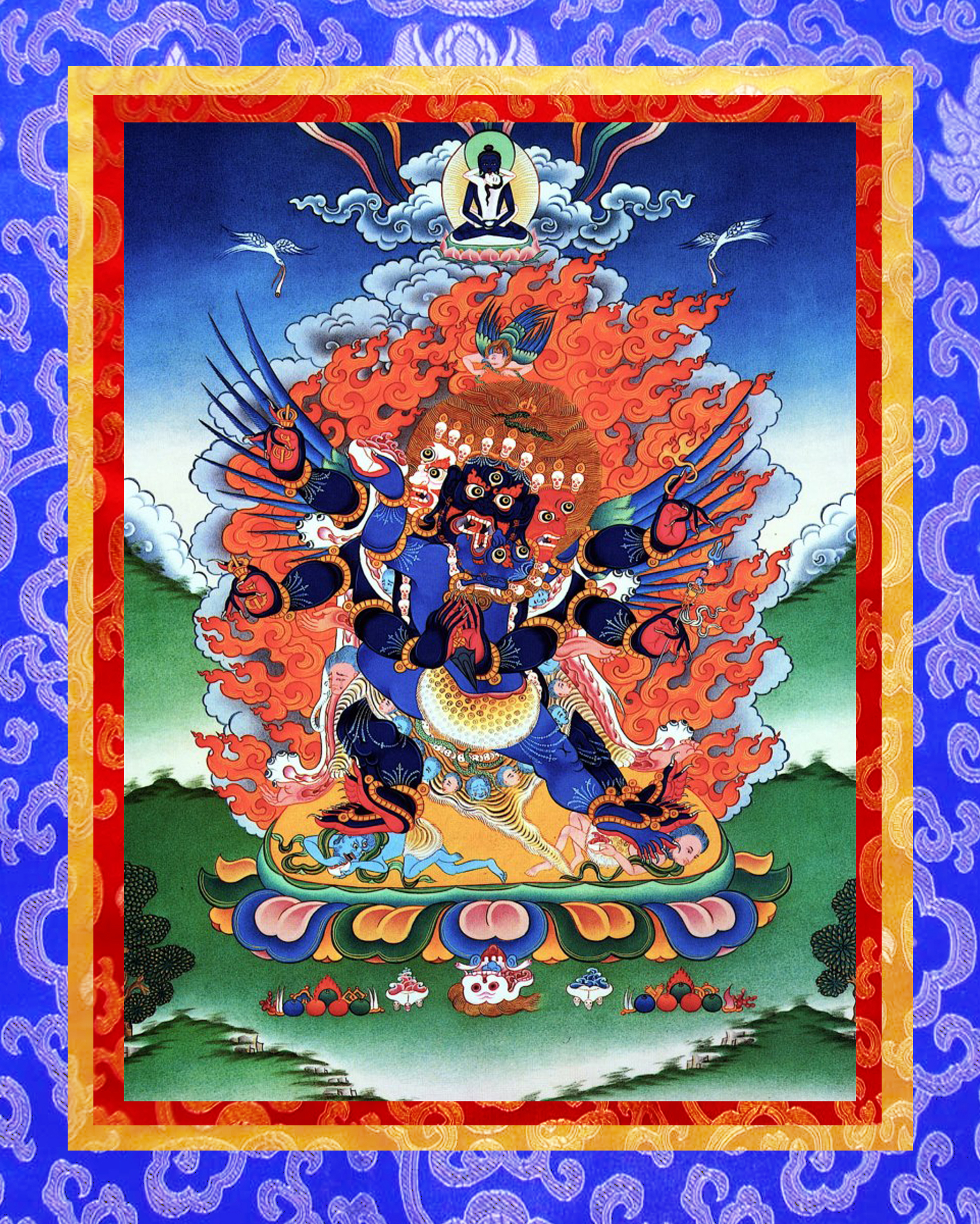
En avbildning av Vajrakilaya

Vajrakilaya är en tantrisk buddha som framförallt är betydelsefull inom de tibetanska buddhistiska inriktningarna nyingma och kagyu. Kila är en tantrisk rituell kniv som anses representera Vajrakilayas aktivitet.
Vajrakilaya avbildas enbart i sin ilskna form, i vilken han har tre ansikten med tre ögon vardera, och sex eller fler händer där varje hand håller i rituella verktyg, inklusive en kila.
Vajrakilaya hade ursprungligen samma syfte som den rituella kniven - att skydda rituella platser och att förgöra fiender. Vajrakilaya återfinns även i ett flertal tantror, där han har ett eget mantra och en mandala.